# صندوق التكيف

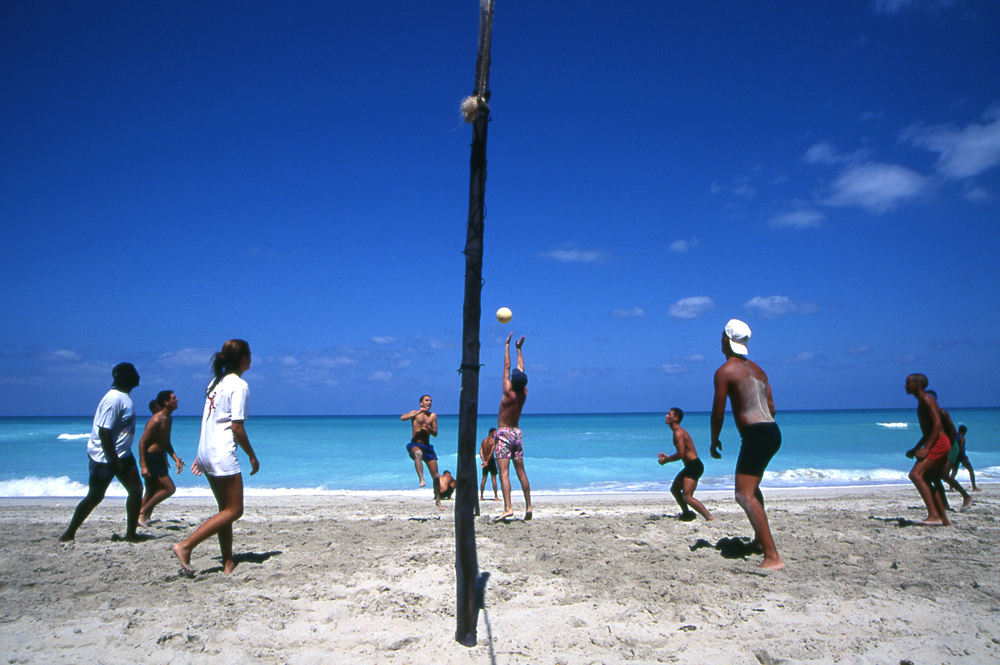

صندوق التكيف (بالإنجليزية: The Adaptation Fund)‏، هو صندوق دولي يمول المشاريع والبرامج الرامية إلى مساعدة البلدان النامية على التكيف مع الآثار الضارة لتغير المناخ. تم إنشاؤه بموجب اتفاقية كيوتو لاتفاقية الأمم المتحدة الإطارية بشأن التغير المناخي. يتم تمويل الصندوق بحصة من عائدات أنشطة مشاريع آلية التنمية النظيفة كما يتلقى الأموال من مصادر أخرى. يتم تشغيله من قبل مجلس إدارة صندوق التكيف.
تم إطلاق صندوق التكيف رسميًا في عام 2007، على الرغم من أنه تم إنشاؤه في عام 2001 في المؤتمر السابع للأطراف (COP7) لاتفاقية الأمم المتحدة الإطارية بشأن تغير المناخ في مراكش، المغرب لتمويل مشاريع وبرامج التكيف الملموسة التي تقلل من الآثار الضارة لتغير المناخ التي تواجه المجتمعات والبلدان والقطاعات. الغرض منه هو تمويل مشاريع وبرامج التكيف مع المناخ في البلدان النامية الأطراف في اتفاقية كيوتو.